# كارولينا بينيديكس بروس
كارولينا ماريا بينيديكس بروس (بالسويدية: Carolina Benedicks-Bruce)‏ (28 أكتوبر 1856 - 16 فبراير 1935) كانت نحاتة سويدية. بعد دراستها في أكاديمية الفنون في السويد، ذهبت إلى فرنسا، في البداية للدراسة وبعد ذلك للعيش والعمل في مستعمرة الفنانين في جروس سور لوين حيث التقت بزوجها وليام بلير بروس. عادت معه إلى السويد، وأنشأوا معا مزرعة الفنانين بروسبو في جوتلاند، التي تم إنشاؤها في وقت لاحق كمحمية طبيعية. كما عملت بنشاط في الحفاظ على المباني التراثية، وحق المرأة في التصويت وإنشاء خدمة الدفاع الطوعية النسائية السويدية.

## نشأتها وتعليمها
ولدَت بينديكس  في  28 أكتوبر عام 1856 في ستوكهولهم، وهي ابنة كارولينا تشارلوتا (اسم عائلتها الأصلي كانتزلر) وإدوارد أوتو بينيديكس، وهو مالك غني في منطقة جينسنج؛ وهي جزءٌ من الأعمال الحديدية في ساندفيكن. أخوها، غوستاف بينيديكس، ورث الأعمال الحديدية عن أبيه وكان عضوًا في الريكسداغ (البرلمان السويدي). كان لديها أخت أيضًا، وأخوَان غير شقيقَين من زواج أبيها الثاني. أخوها غير الشقيق كان الفيزيائي كارل بينيديكس. كان هناك العديد من الفنانين في عائلة والدتها: العديد من أخوالها وجدتها كانوا رسامين، من ضمنهم جون أوسكار كانتزلر وأكسل ليوبولد كانتزلر. ومن خلالهم، زُرعَ حس بينيديكس الفني وتطور. ذهبت إلى مدرسة أوغست مالمستروم الفنية للنساء، ومنذ يوم 20 أغسطس عام 1881  وحتى ربيع عام 1885، أصبحت أول طالبة أنثى في صف النحت في الأكاديمية الملكية السويدية للفنون.

## فرنسا
في الأكاديمية، التقت بينيديكس بفنانات أخريات منهنّ هيلما أف كلينت وغيردا رايدبرغ وسافرت معهن إلى فرنسا في عام 1883. قضَين معظم أوقاتهن في باريس والجالية الفنية السويدية في غري-سور-لوان. بعد إكمال دراستها في الأكاديمية في ستوكهولم، عادت إلى فرنسا حيث أصبحت طالبة لدى النحّات أليكساندر فالغيير. كما عادت إلى غري-سور-لوان، وهو المكان الذي كان يجتمع في العديد من الرسامين الإسكندنافيين البارزين في ذلك الوقت خلال ثمانينيات القرن التاسع عشر. التقت بينيديكس بفنانين من أمثال كارل لارسون وزوجته كارين بيرغوو لارسون، وبرونو ليليفور، وكريستيان كروغ، وبيدير سيفيرين كروير.
في غري، أنشأ الفنانون السويديون صالونهم الخاصة للنقد باسم صالون المعارضين.
كانت بينيديكس فتاة عازبة، مع تعليم فني جيد ومن عائلة غنية مشجعّة لطموحاتها الفنية، وهذا ما أبعدها عن باقي الفنانين في الجالية. ففي ذلك الوقت، كانت تلك البيئة يغلب عليها الطابع الذكوري بشكل أساسي، وفنانوها محدودو الدخل.

## أعمالها
كانت بينيديكس نحاتة في المقام الأول، لكنها عملت أيضًا في التنميش والألوان المائية. كانت منحوتاتها مستلهمة بشدة من الطابع الفرنسي في سبعينيات وثمانينيات القرن التاسع عشر، بينما كانت رسوماتها ونقوشاتها المنمشة تعرض بشكل رئيسي مناظر طبيعية وحيوانات. عُرضَت أعمالها للمرة الأولى في صالون باريس عام 1899، حيث شاركت بمنحوتتها L'obsédé.
شاركت في معرض باريس العالمي Exposition Universelle عام 1900، حيث فازت بجائزة برونزية، ولاحقًا في فيينا.
في صنع التماثيل النصفية، عملت بينيديكس في الرخام والبرونز. ميكيل أنجيلو، هو تمثال نصفي برونزي يظهر ميكيل أنجيلو كرجل عادي مفكّر يعمل على شيء ما، بدلًا من عبقري عظيم. كما صنعت تماثيل نصفية لبير أرفيد ساف وللنحات إيميل ويكستروم. أدت دراستها للتشريح البشري إلى صنعها منحوتة شبيهة بالإنسان تدعى «التثاؤب».
ما تزال العديد من منحوتات بينيدريكس ولوحاتها المائية ورسوماتها موجودة في برسبون مثل منحوتة المهووس، والمستحم المجروح التي ربحت جائزة فخرية Mention Honorable في صالون باريس عام 1893.

## حياتها الشخصية
التقت بينيديكس بالفنان ويليام بلير بروس في فرنسا في ربيع عام 1885. كان بروس وقتها ما يزال فنانًا فقيرًا وغير معروف، ولكن حادثة رحلته إلى كندا في خريف تلك السنة والتي فقد فيها معظم لوحاته في تحطم للسفينة؛ أكسبته بعض الشهرة. ذهبت بينيديكس برفقة عمها في رحلة مفاجئة إلى كندا حيث زارت بروس أيضًا. بعد مناقشات طويلة، عقد الثنائي خطوبتهما خلال سنة، وذلك ضد رغبة عائلة بينيديكس. عادا إلى أوروبا عام 1887، حيث تنقلا بين ستوكهولم وباريس. وتزوجا عام 1888، وزارا جوتلاند للمرة الأولى في تلك السنة. كان زواجهما واحدًا من العديد من الزيجات مختلطة الجنسيات التي جاءت نتيجة الجالية الفنية متعددة الجنسيات في غري-سور-لوان. من الثنائيات البارزة أيضًا كانا الرسام الأمريكي فرانسيس بروكس تشادويك والرسامة السويدية إيما لوفستات تشادويك. بعد الزواج، انتقل الثنائي إلى باريس، غالبًا ليهربا من مراقبة عائلة بينيديكس لهما. ولعدة سنوات، عاشا حياة بوهيمية وسافرا في أرجاء أوروبا للرسم والدراسة.

## بروسبو
في عام 1899، قررت بينيديكس- بروس وزوجها أن يستقرا في جوتلاند. اشتريا أراضي في هالسو في المكان الذي سيقوم فيه بروسبو، شمال فيسبي، وبدأا في إعادة بناء وتوسيع المنازل الموجودة في تلك الملكية. كانت بينيديكس- بروس تملك المال اللازم للمشروع وبروس هو رئيس المعماريين. انتقلا إلى بروسبو عام 1900. عندما مات بروس عام 1906، بقيت هي في بروسبو واستمرت في عملها. أصبح المكان تجمعًا للفنانين والموسيقيين والعلماء في جوتلاند، مع وجود بينيديكس- بروس كمضيفة كريمة. كان لديها ثلاث ورشات عمل في بروسبو كما أنها ربت العديد من الحيوانات هناك، مثل البقر والأحصنة والخواريف والماعز والكلاب والدجاج والببغاوات والقردة، والتي اعتنت بها بنفسها. بدأ اهتمامها بالاكتفاء الذاتي في غري-سور-لوان، حيث كان العديد من الفنانين يزرعون الخضراوات والأعشاب والفواكه والتوت في حدائق صغيرة خاصة بهم. وضعت خططًا عظيمة للحديقة في بروسبو حتى أنها جلبت معها بذورًا للزراعة من فرنسا، ووظفت فيها بستانيًا. ولكن توسيع المباني وغيره من التحسينات المعمارية في بروسبو كان قد توقف مع موت بروس.
عاشت في بروسبو حتى وفاتها في 16 فبراير عام 1935. لم يكن لديها أولاد ليرثوا عنها، وفي وصيتها قالت أنه على بروسبو أن يظل مكانًا للفنانين الشباب ليبقوا فيه ويطوروا فنونهم. في عام 1972، تحقق ذلك مع إنشاء مؤسسة بروسبو الفنية للمنح الدراسية.

## الالتزامات الاجتماعية
كانت بينيديكس- بروس امرأة مميزة وقوية بالنسبة لزمانها، ومنخرطة في القضايا الاجتماعية والسياسية، وأطلِق عليها لقب «السيدة بانكيرست» السويدية. من بين الأشياء التي كافحت من أجلها كان حق النساء في الاقتراع. عندما انعقد المؤتمر السادس للاتحاد العالمي لنساء منظمة سوفراج في ستوكهولم عام 1911، قامت بدعوة المندوبين إلى جوتلاند. قبل الدعوة نحو 40 مندوبًا وكانوا من ألمانيا وإنكلترا والنمسا وهنغاريا، وجاؤوا إلى فيسبي في 21 يونيو. تعاملت أيضًا مع المسائل والقضايا في جوتلاند وكانت واحدة من أكثر المدافعين حماسًا من أجل الحفاظ على  Burmeisterska huset، وهو منزل في فيسبي عائد للقرن السابع عشر. كانت أيضًا شخصية رئيسية في تأسيس خدمة الدفاع السويدية النسائية التطوعية في جوتلاند.
في عام 1911، كانت عضوًا في مجلس مدرسة فاسكيند، وفي السنة اللاحقة، انضمت إلى جمعية مزارعي الفاكهة في فاسكيند. في عام 1913، أصبحت عضوًا في مجلس بلدية فاسكيند.
قامت بينيديكس- بروس أيضًا بتبرعات كريمة للحفاظ على المباني الأثرية، ولرعاية الأطفال، ودور الأيتام.

## معرض صور

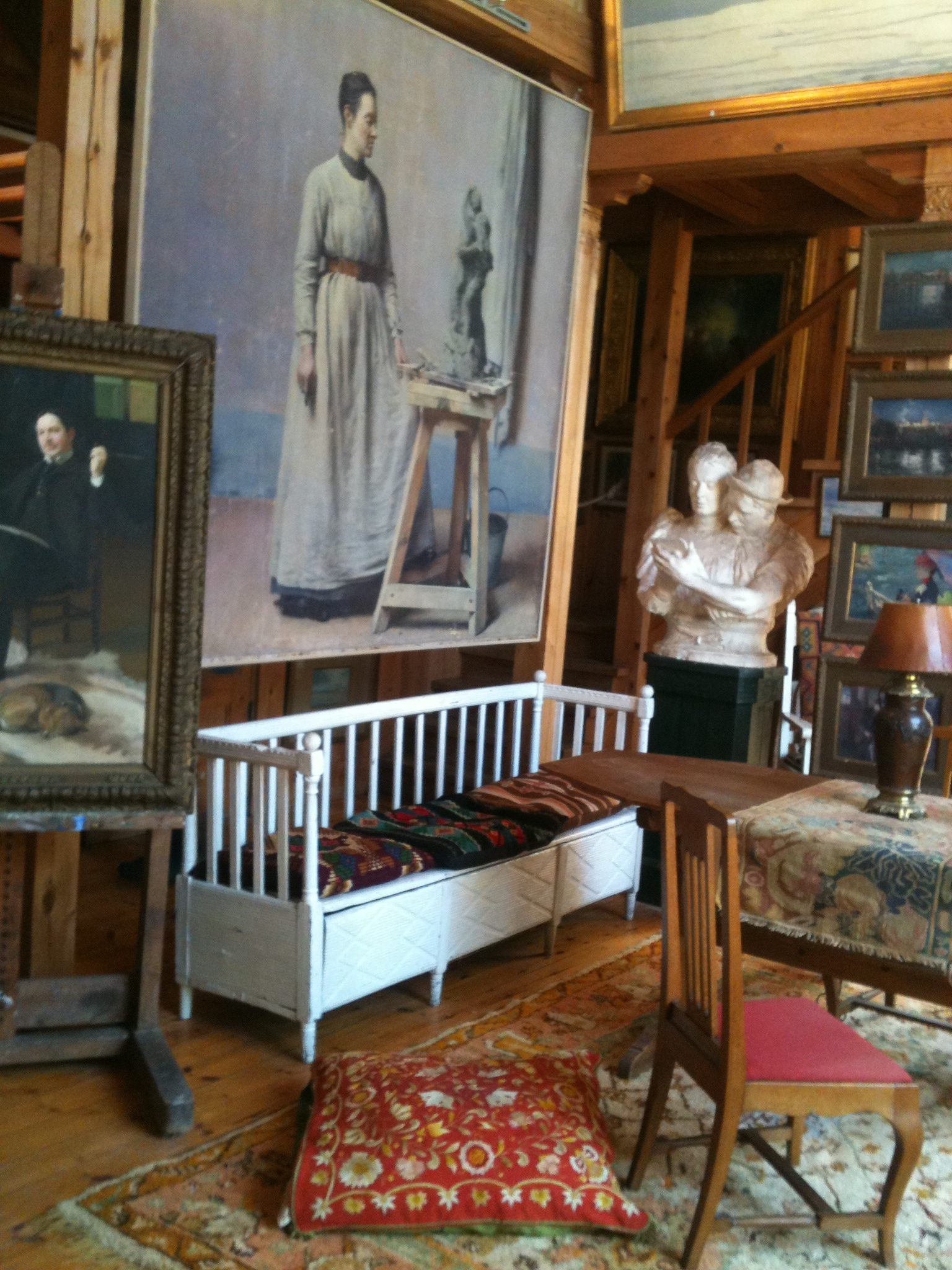
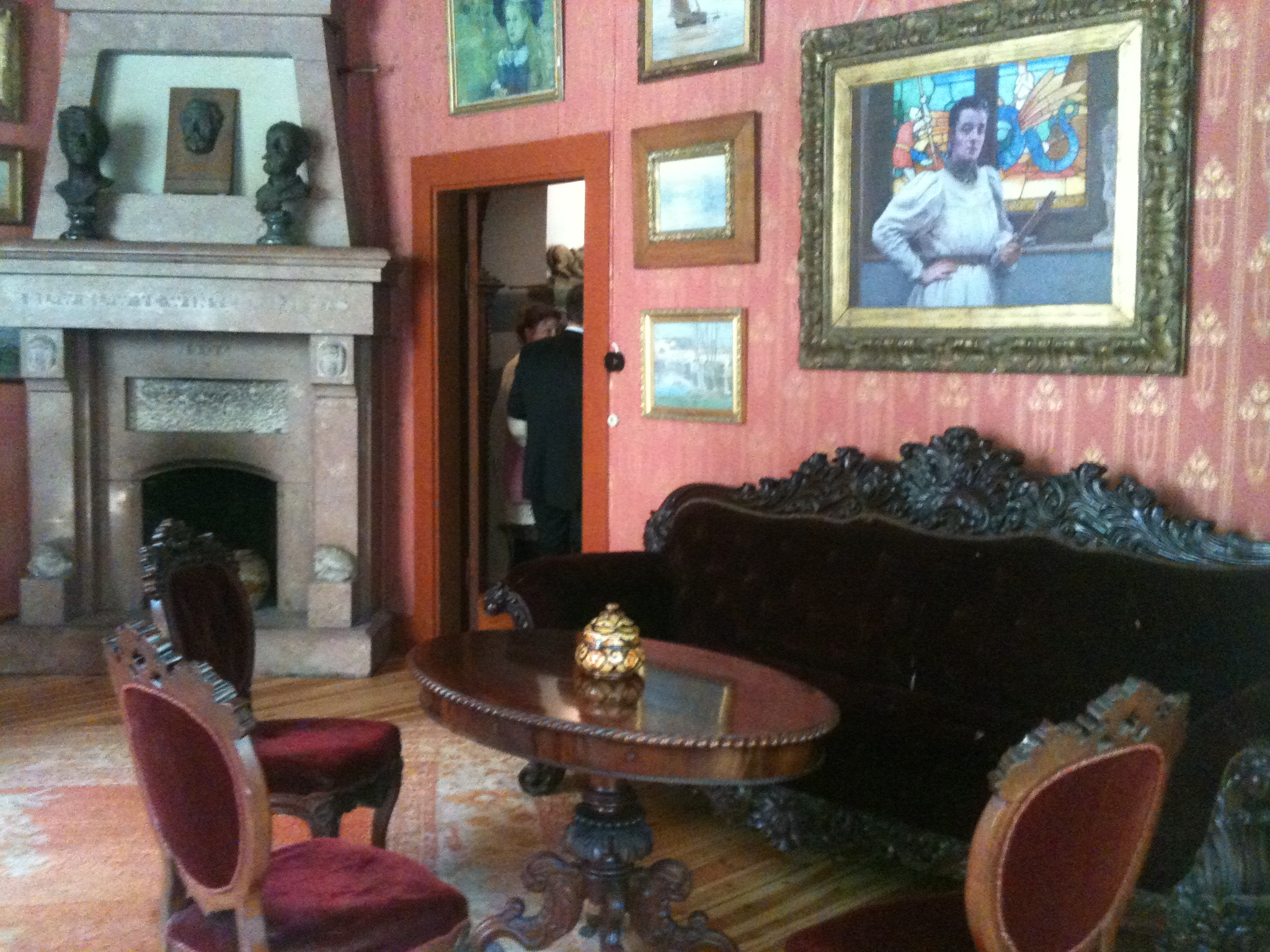
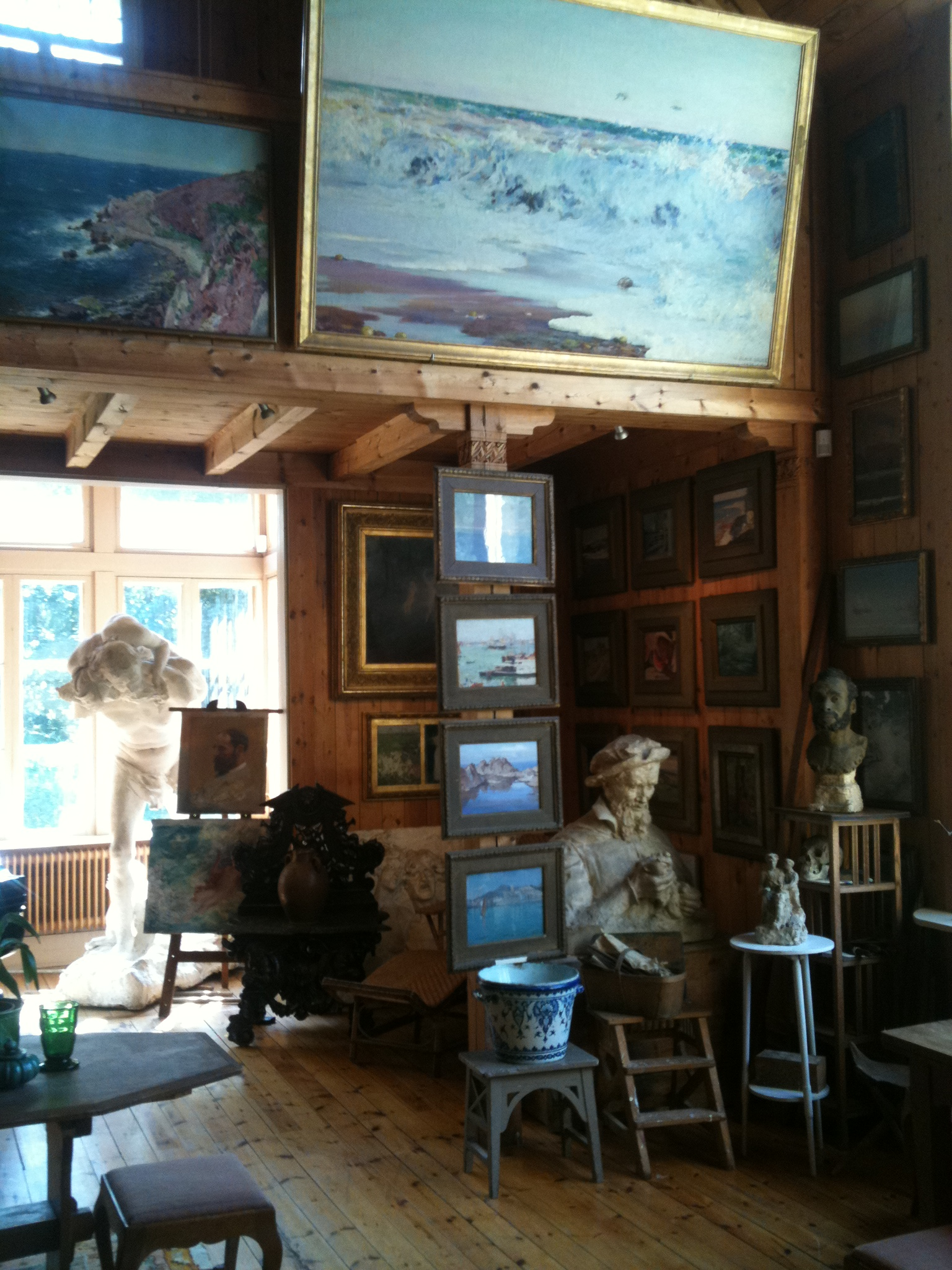
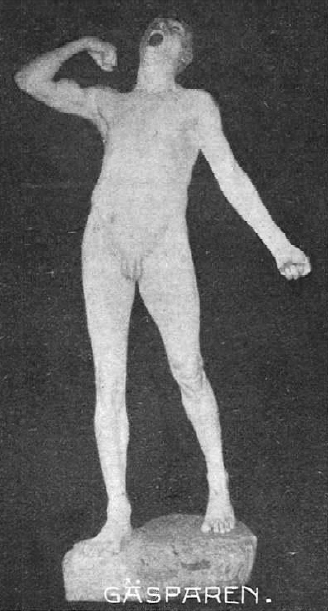